# Todos en casa
Todos en casa fue un programa de televisión emitido en La 1 entre el 24 de marzo y el 7 de abril de 2020. El espacio de variedades, presentado por Ion Aramendi, fue una de las labores de servicio público puestas en marcha por TVE durante el confinamiento por la pandemia de COVID-19.

## Formato
En Todos en casa, tanto personajes conocidos como los propios espectadores tienen la oportunidad de compartir por videoconferencia su día a día desde sus casas durante la cuarentena causada por la enfermedad COVID-19, conocer a los protagonistas de los vídeos más populares, mostrar los talentos de las personas, informar sobre el estado de los españoles que viven en otros países y saber qué hacen las familias para que esta situación sea más llevadera, entre otros aspectos. Del mismo modo, tanto el presentador como el equipo técnico trabajan desde sus casas a través de Internet.

## Episodios y audiencias

### Temporada 1: 2020
| N.º | Invitados                                                                                    | Fecha de emisión    | Audiencia        | Ref   |
| --- | -------------------------------------------------------------------------------------------- | ------------------- | ---------------- | ----- |
| 1   | Roberto Leal, Anne Igartiburu, Pepe Rodríguez, Juan Echanove, Toni Nadal y Cisco García      | 24 de marzo de 2020 | 851 000 (5,3%)   | [ 4 ] |
| 2   | Boris Izaguirre y protagonistas de los vídeos más reproducidos durante la cuarentena         | 31 de marzo de 2020 | 982 000 (5,3%)   | [ 5 ] |
| 3   | Vanesa Martín, Pastora Soler, Blas Cantó, Pitingo, Antonia Dell’Atte y Vicky Martín Berrocal | 7 de abril de 2020  | 1 265 000 (7,2%) | [ 6 ] |

## Audiencia media
| Temporada     | Fecha | Cadena | Espectadores | Cuota de pantalla |
| ------------- | ----- | ------ | ------------ | ----------------- |
| Todos en casa | 2020  | La 1   | 1 033 000    | 5,9%              |